# 札幌国際スキー場
札幌国際スキー場（さっぽろこくさいスキーじょう、英語: Sapporo Kokusai Ski Resort）は、札幌市南区にあるスキー場。運営会社「札幌リゾート開発公社」の本社所在地である。

## 概要
オープン当初から都市型の日帰りスキー場として北海道内外から集客しており、営業期間も例年11月中旬から5月上旬までと札幌近郊のスキー場では比較的長くなっている。スキーセンター前のゲレンデにある「メルヘンの鐘」はスキー場オープンの年が「札幌市時計台」完成からちょうど100年に当たる年であることから、これを記念して「さっぽろ手づくり協会」が製作した。
全日本スキー連盟（SAJ）や日本スノーボード協会（JSBA）公認のスキー・スノーボードスクールがある。紅葉時期は「札幌国際スキー場 秋祭り」として営業している。

## 沿革
1977年（昭和52年）に「（仮称）朝里岳スキー場計画」のマスタープランがまとまり、当時の札幌を中心とするスキー人口に対して不足していたゲレンデ面積を補うほか、札幌市の「長期観光レクリエーション計画・方針」や林野庁の「レクリエーションの森」指定地域に合った計画であるとしていたが、自然保護団体との話し合いをするために着工を1年余り延期し、林間コースを主体とする設計と運営に留意した。
- 1978年（昭和53年）：「定山渓高原 札幌国際スキー場」としてオープン[4][5]。
- 1979年（昭和54年）：中間レストハウス新設[5]。
- 1986年（昭和61年）：スキーセンター3階増築[5]。
- 1989年（平成元年）：スキーセンター新館増築[5]。
- 2007年（平成19年）：山頂カフェ新設[5]。
- 2010年（平成22年）：秋のゴンドラ運行開始[6]。
- 2016年（平成28年）：自動ゲートシステム導入[5]。

## 施設
2022 - 2023シーズン時点
コース
- 初級
  - 林間コース
  - メルヘンコース
- 中級
  - ファミリーコース
  - エコーコース
  - スイングコース
  - ウッディーコース
- 上級
  - ダウンヒルコース

アイテム
- 初飛びストリート
- ビギナーズストリート
- チビッコストリート
- チャレンジストリート

キッズ・初心者エリア
- ビギナーズエリア（スノーエスカレーター）
- スノーパーク
- ユッキの雪あそび広場

索道
| リフト名               | 定員 | 路線長  | 備考       |
| ---------------------- | ---- | ------- | ---------- |
| スカイキャビン8        | 8名  | 2,000 m | フードあり |
| メルヘンクワッドリフト | 4名  | 1,300 m | フードあり |
| エコークワッドリフト   | 4名  | 1,005 m | フードあり |
| ウッディーペアリフト   | 2名  | 810 m   | フードなし |

| リフト名               | 定員 | 路線長  |                                                      |
| ---------------------- | ---- | ------- | ---------------------------------------------------- |
| スカイキャビン         | 4名  | 2,000 m |                                                      |
| スカイキャビン6        | 6名  | 1,700 m | 2020年廃止                                           |
| ティンバー第1リフトA線 | 2名  | 830 m   | フードなし。「ペアリフト」、「ロマンスリフト」と呼称 |
| ティンバー第1リフトB線 | 1名  | 830 m   | フードなし                                           |
| ティンバー第2リフトA線 | 1名  | 570 m   | フードなし                                           |
| ティンバー第2リフトB線 | 1名  | 570 m   | フードなし                                           |
| ウッディー第3リフト    | 1名  | 560 m   | フードなし。滑走式リフト（プラッターリフト）         |
| ウッディー第4リフト    | 1名  | 610 m   | フードなし。滑走式リフト（プラッターリフト）         |

スキーセンター等
- スキーセンター
  - ピザ&パスタ ウッドペッカー
  - ファミリーレストラン ラビット
  - 洋食レストラン スカーレル
  - レンタルルーム
  - キッズルーム
  - チケット売場
  - ゲレスポ（スポーツショップ）・売店
  - ラーメン専門店 アウル
  - カフェ エルム
  - レンタルコーナー
  - 更衣室・ロッカー
- メルヘンの鐘
- 山頂カフェ カッコウ

## アクセス・駐車場
営業期間中は札幌第一観光バスとじょうてつバスが札幌市内から定山渓温泉経由のバスを運行している。
- 小樽市中心部から車で約40分
- 札幌市中心部から車で約60分
- 新千歳空港から車で約100分
- 駐車場：1,850台

## 参考資料
- 『さっぽろ文庫』 59 定山渓温泉、札幌市。2019年3月16日閲覧。